# Jan Mertl
Jan Mertl (* 3. Januar 1982 in Ústí nad Labem, Tschechoslowakei) ist ein ehemaliger tschechischer Tennisspieler.

## Karriere
Jan Mertl spielte in seiner Karriere hauptsächlich auf der ATP Challenger Tour und der ITF Future Tour. Er konnte 24 Einzel- und 15 Doppelsiege auf der ITF Future Tour feiern. Auf der ATP Challenger Tour gelangen ihm zwei Siege in der Doppelkonkurrenz. Erstmals siegte er 2010 an der Seite des Kasachen Juri Schtschukin beim Turnier in Kasan, wo sie im Finale das deutsche Duo Tobias Kamke und Julian Reister besiegen konnten. Ein weiterer Challenger-Sieg folgte 2015 in Cherbourg.
Zum 6. März 2006 durchbrach er erstmals die Top 200 der Weltrangliste im Einzel und seine höchste Platzierung war der 163. Rang im Juli 2007. Im Doppel erreichte als Bestwert den 131. Rang im Juni 2007.
2019 war er das letzte Mal bei einem Profiturnier aktiv.
Seit 2023 ist Mertl der Trainer seiner Landsfrau Markéta Vondroušová, mit der zusammen er 2023 den Sieg in Wimbledon feierte.

## Erfolge
| Legende (Anzahl der Siege)  |
| Grand Slam                  |
| ATP World Tour Finals       |
| ATP World Tour Masters 1000 |
| ATP World Tour 500          |
| ATP World Tour 250          |
| ATP Challenger Tour (2)     |

### Doppel

#### Turniersiege
| Nr. | Datum           | Turnier   | Belag         | Partner          | Finalgegner                  | Ergebnis         |
| --- | --------------- | --------- | ------------- | ---------------- | ---------------------------- | ---------------- |
| 1.  | 7. Februar 2010 | Kasan     | Hartplatz     | Juri Schtschukin | Tobias Kamke Julian Reister  | 6:2, 6:4         |
| 2.  | 1. März 2015    | Cherbourg | Hartplatz (i) | Andreas Beck     | Rameez Junaid Adil Shamasdin | 6:2, 3:6, [10:3] |